# كوتوباد
بلدية كوتوباد (بالإسبانية: Cotobad) هي بلدية تقع في مقاطعة بونتيفيدرا التابعة لمنطقة غاليسيا شمال غرب إسبانيا.

## الديموغرافيا
يبلغ عدد سكان بلدية كوتوباد 4.432 نسمة عام 2011 (وفقاً للمعهد الوطني للإحصاء الإسباني).
| 5.123 | 4.963 | 4.629 | 4.658 | 4.575 | 4.448 | 4.432 |